# Björninnan
Björninnan är en novell med tillhörande sång, av Carl Jonas Love Almqvist. Den ingår i band I av den så kallade imperialoktavupplagan av Törnrosens bok, vilket utkom 1839. Berättelsen handlar om ”den unga bonden Erik i Iliansboda, som sköt sin brud till döds”. Sagan inleds på prosa och övergår sedan till sång, när Erik och den björnhona som skottet var ämnad åt utmanar varandra.